# Equazione di Chaplygin
In matematica, l'equazione di Chaplygin,  il cui nome si deve a Sergej Alekseevič Čaplygin, è un'equazione differenziale alle derivate parziali del secondo ordine, utilizzata in particolare in fluidodinamica nello studio di problemi in regime transonico. L'equazione ha la forma:
{\displaystyle f_{\theta \theta }+{\frac {v^{2}}{1-{\frac {v^{2}}{c^{2}}}}}f_{vv}+vf_{v}=0}
dove {\displaystyle c=c(v)} è la velocità del suono.